# عثيات ماسية الظهر
عثيات ماسية الظهر أو فصيلة بلوتيليدي (الاسم العلمي: Plutellidae)، هي فصيلة حشرات عثية من رتبة حرشفيات الأجنحة. تعتبرها بعض المراجع فُصيلة من الفاريات، لكن عادًة ما تُعتبر فصيلة في قائمة بذاتها، وتضم ثلاث فُصيلات: Plutellinae ،Praydinae، وScythropiinae.